# Белоусов, Александр Петрович
Белоусов Александр Петрович (20 июля 1947, д. Осташиха, Максатихинский район, Тверская область — 9 апреля 2003, Тверь) — российский государственный деятель, первый мэр города Твери.

## Биография
Родился 20 июля 1947 года в крестьянской семье. Окончил Бежецкий машиностроительный техникум по специальности «литейное дело», после чего был призван в армию. Служил десантником в одной из спецчастей ВДВ. Участвовал в событиях в Чехословакии в 1968 году. Демобилизовался в 1969 году.
После неудачной попытки поступления в МГИМО в 1969 году устроился на работу бетонщиком на Калининский домостроительный комбинат. В 1970 году стал инженером-технологом на заводе штампов им. 1 Мая. В 1972 году женился.
Учился в Калининском политехническом институте на вечернем отделении, окончил его в 1976 году, уже работая секретарем райкома комсомола Пролетарского района, до 1982 года работал в Пролетарском райисполкоме завотделом, затем заместителем председателя. С 1983 по 1986 год — в обкоме КПСС на небольших должностях, в 1986 году избран вторым секретарем горкома КПСС, которым руководил тогда Владимир Суслов, будущий председатель облисполкома.

## На государственной службе
1987 году на сессии горсовета был избран председателем Калининского горисполкома. В 1991 году назначен главой администрации города Твери.

### Глава города Твери
Суммарно занимал должность главы города 16 лет.
27 октября 1996 года на первых всенародных выборах главы Твери одержал уверенную победу, набрав более 50 процентов голосов избирателей.
На выборах 30 октября 2000 года переизбран мэром Твери, 4 ноября 2000 года вступил в должность.
Среди проектов, начатых при содействии А.Белоусова — строительство микрорайона «Мамулино», открытие универмага «Тверь», спорткомплекса «Юбилейный», роддома и кинотеатра в «Южном». При Белоусове началась активная застройка площадей, выделенных под индивидуальное строительство в Затверечье и на Соминке.
В феврале 2000 года входил в группу поддержки Владимира Путина, но уклонился от места руководителя путинской избирательной кампании в Твери (городским штабом Путина руководил глава администрации Заволжского района Александр Конфоркин).

### Конфликт с областной администрацией
В последний год правления в администрации Белоусова были серьёзные неприятности. В Твери всю зиму продолжался энергетический кризис. Бастовали учителя, протестуя против задержек заработной платы. Периодически группы горожан ставили вопрос об отзыве главы Твери. Мэр объяснял критическое положение в городе бюджетной дискриминацией со стороны областной администрации, с которой он находился в затяжном конфликте. В январе 2003 в программе Андрея Караулова «Момент истины» на телеканале ТВЦ был показан сюжет, в котором А. П. Белоусов якобы общался с криминальным авторитетом. Судя по всему, все эти факты поспособствовали ухудшению здоровья градоначальника.

## Общественная деятельность
Состоял членом правления Международной организации «Породненные города», Союза Городов северо-запада России, Совета по социально-экономическому развитию муниципальных образований при Правительстве РФ.
А. П. Белоусову были присвоены звания члена-корреспондента Международной академии информатизации, почетного академика Тверской государственной сельскохозяйственной академии, члена-академика Российской Муниципальной академии.

## Смерть
9 апреля 2003 года по возвращении с важной встречи в Москве А. П. Белоусов почувствовал недомогание. В 20:30 он должен был принять участие во встрече с руководителями силовых структур региона в здании тверского областного дорожного фонда. В 20:15 машина Белоусова подъехала к зданию дорожного фонда, шофёр открыл ему дверь, но мэр не смог выйти и упал на асфальт. Водитель при помощи прохожих доставил его в один из кабинетов дорожного фонда и вызвал «скорую помощь». Врачи подъехали к 20:30, но к этому времени мэр уже умер — медики констатировали смерть от острой коронарной недостаточности.

## Награды
- Почётный гражданин города Твери (посмертно).[6]

## Интересные факты
Многие жители Твери рассказывают, что общались с первым избранным главой Твери лично. Александр Белоусов был известен своей доступностью: всегда ходил на работу пешком, маршрут ни от кого не скрывался, и любой желающий всегда мог с ним встретиться и побеседовать. Александр Белоусов сам ходил по магазинам, что тоже давало возможность горожанам общаться с мэром напрямую. Никогда не имел никакой охраны.